# Балбір Сінґг Кулар
Балбір Сінґг Кулар (5 квітня 1945) — індійський хокеїст на траві.
Бронзовий призер Олімпійських Ігор 1968 року.
Переможець Азійських ігор 1966 року.